# Konjeniški gardni polk
Konjeniški gardni polk (rusko Кавалергардский полк, Kavalergardskij polk) je bil polk ruske težke konjenice, ustanovljen leta 1800 z reformiranjem konjeniških gardnih enot, ki jih je leta 1764 ustanovila carica Katarina Velika. Kot vsi ruski težki konjeniški gardni polki (Konjeniški polk osebne straže, Kirasirski polk osebne straže njegovega veličanstva in Kirasirski polk osebne straže njenega veličanstva), je bil tudi Konjeniški gardni polk opremljen kot kirasirji, vendar z nekoliko drugačnimi uniformami.

## Kampanje
- 1805: prva bitka Konjeniškega gardnega polka je bila bitka pri Austerlitzu, v kateri se je pogumno boril in kril umik enot Preobraženskega in Semenovskega polka. Pri tem so jih  premagali Francoski konjeniški grenadirji Stare garde, ki so Rusom zadali velike žrtve.
- 1807 – bitka pri Heilsbergu
- 1812 – polk se je odlikoval med domovinsko vojno leta 1812. Konjeniška garda je že na začetku bitke pri Borodinu izgubila svojega polkovnika, vendar je v sodelovanju s Konjeniškim polkom osebne straže učinkovito zaustavil odločilni napad polkov saških kirasirjev  in porazil francoske konjeniške strelce.
- 1813 – Lützen, Kulm in Leipzig
- 1814 – Fère-Champenoise
- 1831 – novembrska vstaja
- 1914 – prva svetovna vojna

V Polku konjeniške garde je služilo več slavnih mož, med njimi Georges-Charles de Heeckeren d'Anthès, Grigorij Potemkin, Denis Vasiljevič Davidov,  Mihail Skobelev, Aleksander Rodzjanko, Pavlo Skoropadski, Carl Gustaf Emil Mannerheim in  Aleksander Ipsilantis.

## Galerija
- Častnika Konjeniške garde; ne levih slikah je Carl Mannerheim
- Carica Marija Fjodorovna (Dagmar Danska) v uniformi Polka konjeniške garde (1914)
- Oklep častnika Polja konjeniške garde (1880)
- Bogdan Willewalde: Srečanje častnikov Polka konjeniške garde z meščani enega od evropskih mest